# 杨泗孙
楊泗孫（1823年—1889年），學名英泗，字鍾魯，號濱石。清代蘇州府常熟縣（今常熟市）人。
祖父楊岱，父楊希鈺。生於道光三年（1823年）正月十五，娶潘良桂之女。道光三十年（1850年），考取景山官学教习和国子监学正学录。咸豐二年（1852年）殿试一甲二名榜眼，授翰林院编修。咸豐十年擢侍講，同治五年（1866年），以暈眩之疾，辞官家居十六年。卒于光緒十五年（1889年）七月十九。墓葬在常熟豐三場四十五都七七上圖水字型大小頂山湯礱坊（現屬張家港市）。